# Jesper Arvidsson
John Jesper Arvidsson (Götene, 1º gennaio 1985) è un ex calciatore svedese, di ruolo difensore.

## Carriera
Arvidsson è cresciuto nel settore giovanile della squadra della sua cittadina natale, Götene, fintanto che nel 2000 all'età di 15 anni è stato acquistato dall'Elfsborg. I primi cinque anni con i gialloneri sono stati di settore giovanile, mentre nei due anni successivi è stato aggregato alla prima squadra con cui ha collezionato 8 presenze in totale.
Nel 2007 ha iniziato una lunga serie di prestiti, che lo porteranno per quattro anni consecutivi a titolo temporaneo all'Åtvidaberg, nel campionato di Superettan. Prima della stagione 2011 ha firmato un contratto sempre con l'Åtvidaberg, neoretrocesso dopo un anno in Allsvenskan, ma questa volta il passaggio è avvenuto a titolo definitivo e non più in prestito. Al termine del torneo 2011 ha vinto la Superettan 2011 con la sua squadra, tornando nella massima serie.
Nel 2013, complice la volontà di avvicinarsi alla capitale Stoccolma dove ha una residenza, si è trasferito al Djurgården nonostante l'interesse manifestato dall'Hammarby.
L'11 novembre 2015, i norvegesi del Vålerenga hanno reso noto d'aver ingaggiato Arvidsson, che si sarebbe legato al nuovo club con un contratto triennale valido a partire dal 1º gennaio 2016. Il 28 giugno 2016, Arvidsson ha rescisso il contratto che lo legava al club norvegese.
Il 4 luglio 2016 ha firmato per il Sirius, compagine militante in Superettan, a cui si è legato con un contratto valido per i successivi due anni e mezzo: il trasferimento sarebbe stato ratificato a tutti gli effetti a partire dal 15 luglio, data di riapertura del calciomercato locale. A fine stagione, la squadra ha conquistato la promozione in Allsvenskan. Nell'agosto 2018 Arvidsson ha firmato un rinnovo, ma prima dell'inizio della stagione 2020 le due parti hanno deciso di comune accordo di rescindere con un anno di anticipo rispetto alla scadenza.
Nel gennaio 2020 Arvidsson, trentacinquenne, ha scelto di proseguire la propria carriera firmando con il Brommapojkarna, squadra reduce dalla retrocessione in terza serie. Ha poi avuto un ultimo anno all'IFK Stocksund in quarta serie, quindi si è ritirato.